# Alnus sieboldiana
Alnus sieboldiana är en björkväxtart som beskrevs av Jinzô Matsumura. Alnus sieboldiana ingår i släktet alar, och familjen björkväxter. Inga underarter finns listade.

## Bildgalleri

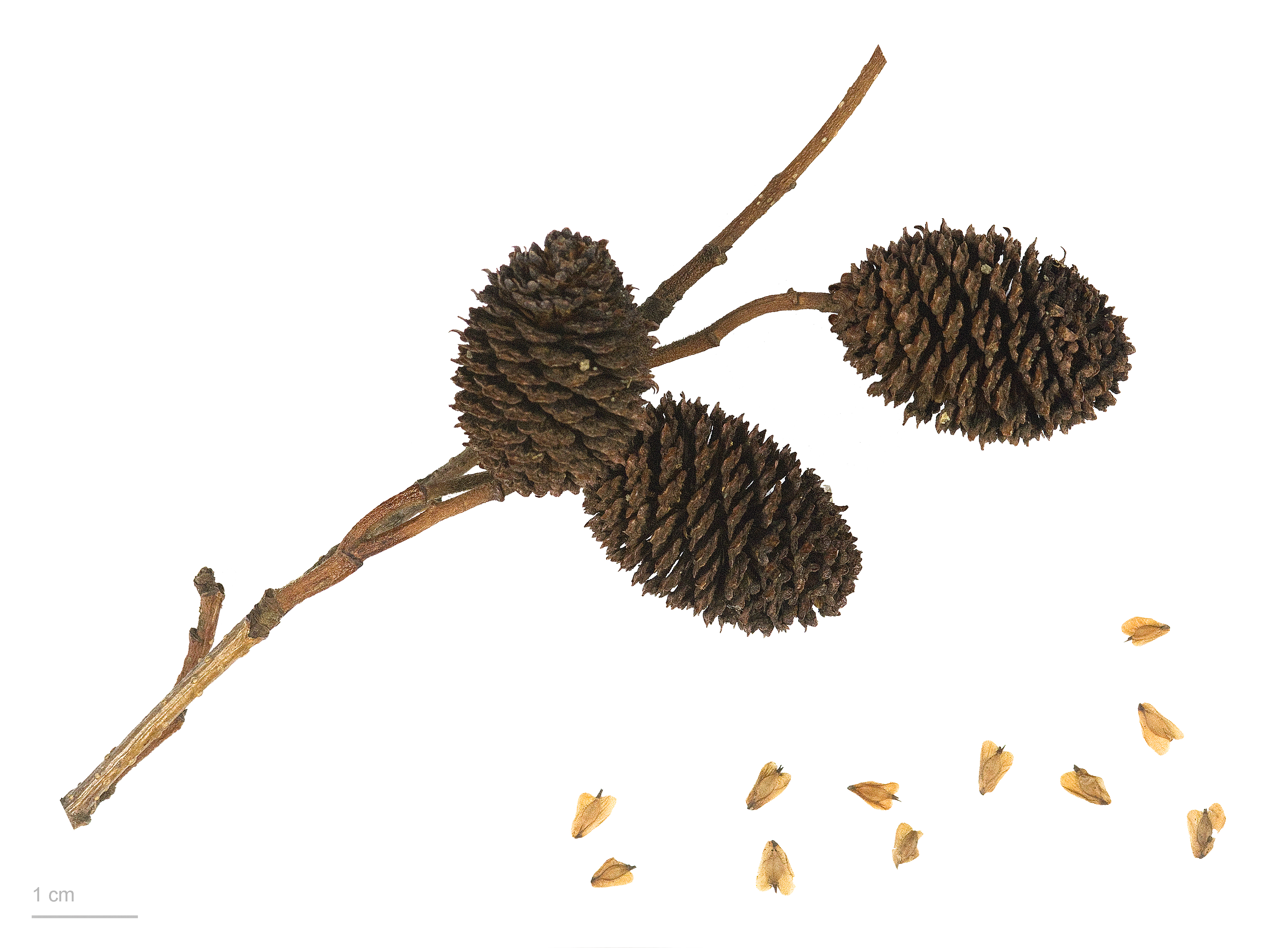